# Monterrubio
Monterrubio è un comune spagnolo di 75 abitanti situato nella comunità autonoma di Castiglia e León.